# The Love Cheat
The Love Cheat er en amerikansk stumfilm fra 1919 af George Archainbaud.

## Medvirkende
- June Caprice som Louise Gordon
- Creighton Hale som Henry Calvin
- Edwards Davis som J. Stewart Gordon
- Alfred Hickman som Herbert Rand
- Charles Coleman som William West